# Associazione Calcio Legnano 1959-1960
Questa voce raccoglie le informazioni riguardanti l'Associazione Calcio Legnano nelle competizioni ufficiali della stagione 1959-1960.

## Stagione

Angelo Panara, al Legnano dal 1955 al 1960

Nella stagione 1959-1960 il Legnano trova un nuovo presidente, Luciano Caccia. La nuova dirigenza decide di cambiare l'allenatore: per la panchina dei Lilla viene scelto Renato Piacentini, che sostituisce Mario Zidarich. Insieme a Caccia, si avvicinano ai Lilla altri finanziatori; ciò permette alla società di confermare l'organico senza cedere i giocatori migliori. Il calciomercato è caratterizzato da pochi movimenti: sul fronte partenze, lasciano i Lilla il difensore Camillo Rossi e l'attaccante mancino Remo Morelli al Catania mentre vengono acquistati gli attaccanti Paolo Bettolini e Renato Luosi.
La stagione 1959-1960 si conclude con il 5º posto in classifica nel girone A a 39 punti, a nove lunghezze dalla capolista Pro Patria e a 14 punti dal Vigevano penultimo in graduatoria e primo delle retrocesse. Il Legnano disputa quindi un buon campionato. Degno di nota è il pareggio casalingo con la Pro Patria: in svantaggio per 2 a 0, il Legnano riesce a recuperare lo svantaggio e a pareggiare la partita.

## Divise
| Casa |

## Organigramma societario
Area direttiva
- Presidente: comm. Luciano Caccia

Area tecnica
- Allenatore: Renato Piacentini

## Rosa
| N. |                   | Ruolo | Calciatore          |
| -- | ----------------- | ----- | ------------------- |
|    | Italia (bandiera) | A     | Roberto Bertani     |
|    | Italia (bandiera) | A     | Paolo Bettolini     |
|    | Italia (bandiera) | A     | Peppino Bocchio     |
|    | Italia (bandiera) |       | Gioachino Cavalleri |
|    | Italia (bandiera) | C     | Valerio Cerri       |
|    | Italia (bandiera) | C     | Edmondo Colombi     |
|    | Italia (bandiera) | D     | Roberto Corradi     |
|    | Italia (bandiera) | A     | Adelio Crespi       |
|    | Italia (bandiera) | D     | Renzo De Conti      |
|    | Italia (bandiera) | P     | Luigi Dellavedova   |
|    | Italia (bandiera) | D     | Silvano Ghezzo      |
|    | Italia (bandiera) | A     | Giorgio Ive         |

| N. |                   | Ruolo | Calciatore       |
| -- | ----------------- | ----- | ---------------- |
|    | Italia (bandiera) | D     | Natale Lamera    |
|    | Italia (bandiera) | P     | Mario Longoni    |
|    | Italia (bandiera) | A     | Renato Luosi     |
|    | Italia (bandiera) | P     | Cesare Montani   |
|    | Italia (bandiera) | A     | Giacomo Moretti  |
|    | Italia (bandiera) | D     | Angelo Panara    |
|    | Italia (bandiera) | C     | Luigi Parodi     |
|    | Italia (bandiera) | A     | Fulvio Rivolta   |
|    | Italia (bandiera) | D     | Mario Sala       |
|    | Italia (bandiera) | A     | Luciano Sassi    |
|    | Italia (bandiera) | A     | Giampaolo Villa  |
|    | Italia (bandiera) | P     | Rolando Zernieri |

## Risultati

### Serie C (girone A)

#### Girone d'andata
| Arbitro: | Sanguinetti (Padova) |

|  |           |            |
|  | Marcatori | 81’ Oderda |

| Arbitro: | Andujar (Novara) |

|                     |           |                                |
| Radaelli 90’ (rig.) | Marcatori | 17’, 74’ Cerri 68’, 85’ Crespi |

| Arbitro: | Gandiolo (Alessandria) |

|                                |           |          |
| Nicolé 37’ (aut.) Ive 50’, 74’ | Marcatori | 40’ Orio |

| Arbitro: | Magrini (Venezia) |

|                |           |  |
| Bernasconi 18’ | Marcatori |  |

| Arbitro: | Gardelli (Forlì) |

|             |           |               |
| Bertani 42’ | Marcatori | 45’ Stacchino |

| Arbitro: | Mariotti (Firenze) |

|  |           |             |
|  | Marcatori | 87’ Sassi I |

| Legnano 8 novembre 1959 7ª giornata | Legnano           | 0 – 0 | Bolzano | Stadio Comunale\| Arbitro: \| Grondona (Genova) \| |
| Arbitro:                            | Grondona (Genova) |       |         |                                                    |

| Arbitro: | Barolo (Noale) |

|                                          |           |                    |
| Valsecchi 21’ Trabattoni 23’ Borella 37’ | Marcatori | 38’ Ive 82’ Ghezzo |

| Arbitro: | Rossini (Cremona) |

|                      |           |                |
| Luosi 19’ Crespi 47’ | Marcatori | 82’ Traspedini |

| Arbitro: | Pignatta (Torino) |

|                               |           |            |
| Cella 61’ Bibolini 88’ (rig.) | Marcatori | 60’ Crespi |

| Arbitro: | Bellotto (Pordenone) |

|          |           |  |
| Luosi 2’ | Marcatori |  |

| Mestre 20 dicembre 1959 12ª giornata | Mestrina         | 0 – 0 | Legnano | Stadio Francesco Baracca\| Arbitro: \| Andujar (Novara) \| |
| Arbitro:                             | Andujar (Novara) |       |         |                                                            |

| Arbitro: | Piantoni (Terni) |

|                           |           |             |
| Currarini 11’ Zennaro 78’ | Marcatori | 65’ Bocchio |

| Arbitro: | Marazia (Cuneo) |

|                   |           |             |
| Ive 14’, 34’, 42’ | Marcatori | 73’ Micelli |

| Arbitro: | Torcini (Firenze) |

|                |           |  |
| Muzzio 4’, 34’ | Marcatori |  |

| Arbitro: | Marengo (Chiavari) |

|  |           |                |
|  | Marcatori | 18’ Francescon |

| Arbitro: | Monti (Ancona) |

|                     |           |           |
| List 22’ Canuti 52’ | Marcatori | 41’ Cerri |

#### Girone di ritorno
| Arbitro: | Di Laura (Roma) |

|                                |           |  |
| Lugo 1’ Caroli 52’ Comisso 88’ | Marcatori |  |

| Arbitro: | Saetti (Padova) |

|            |           |  |
| Ghezzo 69’ | Marcatori |  |

| Arbitro: | Tarabori (Lucca) |

|                |           |           |
| Taffarello 76’ | Marcatori | 50’ Luosi |

| Arbitro: | Baldassarre (Udine) |

|                              |           |                         |
| Meraviglia 2’ V. Calloni 10’ | Marcatori | 14’ Sassi I 81’ Moretti |

| Arbitro: | Lombardini (Firenze) |

|  |           |             |
|  | Marcatori | 17’ Moretti |

| Arbitro: | Trezza (Verona) |

|                  |           |              |
| Luosi 69’ (rig.) | Marcatori | 76’ Nicolini |

| Arbitro: | Mariotti (Firenze) |

|               |           |  |
| Falsiroli 33’ | Marcatori |  |

| Arbitro: | Gardelli (Forlì) |

|             |           |             |
| Sassi I 82’ | Marcatori | 42’ Rimoldi |

| Arbitro: | Soravia (Ancona) |

|                |           |             |
| Bernasconi 83’ | Marcatori | 12’ Moretti |

| Arbitro: | Bellotto (Pordenone) |

|                                           |           |  |
| Manfredi 7’ (aut.) Bocchio 22’ Crespi 86’ | Marcatori |  |

| Arbitro: | Facchini (Firenze) |

|             |           |                        |
| Brocchi 68’ | Marcatori | 51’ Crespi 64’ Bocchio |

| Arbitro: | Bernardis (Trieste) |

|                                |           |  |
| Ive 12’ Crespi 16’ Sassi I 43’ | Marcatori |  |

| Arbitro: | Zanchi (Mestre) |

|                               |           |                            |
| Ive 10’ Luosi 30’ Bocchio 48’ | Marcatori | 66’ Cartisano 79’ Persenda |

| Monfalcone 15 maggio 1960 31ª giornata | C.R.D.A. Monfalcone | 0 – 0 | Legnano | Campo sportivo comunale (Monfalcone)\| Arbitro: \| Orlando (Bergamo) \| |
| Arbitro:                               | Orlando (Bergamo)   |       |         |                                                                         |

| Arbitro: | Tarabori (Lucca) |

|                        |           |  |
| Crespi 28’ Moretti 73’ | Marcatori |  |

| Arbitro: | Grondona (Genova) |

|  |           |                    |
|  | Marcatori | 52’ Ive 65’ Crespi |

| Arbitro: | Saetti (Padova) |

|         |           |  |
| Ive 85’ | Marcatori |  |

## Statistiche

### Statistiche di squadra
| Competizione | Punti | Totale | Totale | Totale | Totale | Totale | Totale | DR  |
| Competizione | Punti | G      | V      | N      | P      | Gf     | Gs     | DR  |
| ------------ | ----- | ------ | ------ | ------ | ------ | ------ | ------ | --- |
| Serie C      | 39    | 34     | 15     | 9      | 10     | 44     | 32     | +12 |

### Statistiche dei giocatori
| Giocatore     | Serie C  | Serie C |
| Giocatore     | Presenze | Reti    |
| ------------- | -------- | ------- |
| R. Bertani    | 4        | 1       |
| P. Bettolini  | 3        | 0       |
| P. Bocchio    | 17       | 4       |
| Cavalleri     | 10       | 0       |
| V. Cerri      | 10       | 3       |
| E. Colombi    | 2        | 0       |
| R. Corradi    | 20       | 0       |
| A. Crespi     | 33       | 9       |
| R. De Conti   | 17       | 0       |
| Della Vecchia | 12       | 0       |
| S. Ghezzo     | 31       | 2       |
| G. Ive        | 33       | 10      |
| N. Lamera     | 32       | 0       |
| M. Longoni    | 6        | 0       |
| R. Luosi      | 19       | 5       |
| C. Montani    | 13       | 0       |
| G. Moretti    | 20       | 3       |
| A. Panara     | 14       | 0       |
| L. Parodi     | 34       | 0       |
| F. Rivolta    | 7        | 0       |
| M. Sala       | 1        | 0       |
| L. Sassi      | 26       | 4       |
| G. Villa      | 7        | 0       |
| R. Zernieri   | 3        | 0       |